# Scopula acutanellus
Scopula acutanellus là một loài bướm đêm trong họ Geometridae. Chúng thường xuất hiện ở châu Phi.